# Bataille d'Otumba
Conquête de l'Empire aztèque
Batailles
Bataille de Tehuacacinco - Massacre de Cholula - Massacre du Templo Mayor - Noche Triste - Bataille d'Otumba - Siège de Tenochtitlan
La bataille d'Otumba, qui a lieu le 7 juillet 1520, est un épisode décisif de la conquête de l'Empire aztèque par les Espagnols menés par Hernán Cortés.
Cette bataille a lieu alors que les troupes de Cortés battent en retraite vers Tlaxcala, après avoir difficilement  quitté Mexico-Tenochtitlan dans la nuit du 30 juin (Noche Triste). Rattrapés par un important contingent de guerriers aztèques dans la plaine d'Otompan, à 30 km au nord-est, les Espagnols combattent avec l'énergie du désespoir et réussissent, malgré une grande infériorité numérique, à emporter la victoire après avoir tué les chefs aztèques. 
Cela permet à Cortés, allié aux Tlaxcaltèques, de reconstituer une armée assez puissante pour revenir mettre le siège à Tenochtitlan (mars 1521), puis mettre fin à l'Empire aztèque (août 1521).

## Contexte: l'expédition de Cortés
À la date de 1519, les Espagnols n'ont encore colonisé que les île d'Hispaniola (depuis 1493) et de Cuba (depuis 1511). De Cuba, des expéditions sont lancées vers l'Amérique centrale. À la suite du voyage de Juan de Grijalva en 1518, une expédition plus importante est mise sur pied sous la direction d'Hernan Cortés.
Cortés part de Cuba en février 1519 et aborde la côte mexicaine le 22 avril, sur le lieu où il fonde, le 9 juillet, la ville de Villa Rica de la Vera Cruz (actuelle Veracruz). Il vient ensuite à Mexico, où il est accueilli avec honneur par Moctezuma II et est installé dans un palais. Aux côtés des Espagnols, les forces de Cortés incluent des Indiens hostiles aux Aztèques, notamment des Totonaques et des Tlaxcaltèques.
Les relations entre Espagnols et Aztèques se tendent ensuite gravement. En juin 1520, Tenochtitlan se soulève contre les Espagnols. 

## Prélude: laNoche Triste

Carte représentant le trajet de la fuite des Espagnols après la Noche Triste.

Assiégé dans son palais, Cortés décide, après la mort de Moctezuma II (29 juin), de quitter Mexico et passe en force dans la nuit du 30 juin au 1er juillet, perdant la moitié de ses effectifs au cours de la Noche Triste. 
Il veut mener ses troupes sur le territoire de ses alliés de Tlaxcala. Le nouvel empereur, Cuitlahuac, décide alors de le poursuivre pour l'anéantir.

## La bataille d'Otumba
Une impressionnante armée d'environ 40 000 guerriers aztèques rejoignit la troupe espagnole dans les plaines d'Otompan (Otumba). Sachant que les Aztèques sacrifiaient toujours leurs prisonniers, les soldats espagnols et tlaxcaltèques se préparèrent à se battre jusqu'à la mort, et ce malgré la perte de leur artillerie et d'une bonne partie de leurs chevaux et armes à feu pendant leur fuite de la capitale aztèque.
L'armée aztèque encercla immédiatement les Espagnols, qui résistèrent durant plusieurs heures tout en échangeant tirs d'arquebuses et d'arbalètes contre les flèches. Malgré la supériorité technique des Espagnols, l'écrasante supériorité numérique faisait pencher la balance du combat en faveur des Aztèques, dont les victimes des armes à feu et des épées en acier étaient immédiatement remplacées par des troupes fraîches. Hernán Cortés décida alors de jouer sa dernière carte, et sur les conseils de La Malinche, l'indigène qui accompagnait les Espagnols, il attaqua le tepuchtlato Cihuacoatl Matlatzincatzin[réf. souhaitée], le plus grand et le plus décoré des guerriers aztèques, qui semblait être le chef suprême de l'armée. Pour la première fois dans l'histoire de la conquête du Mexique, les Espagnols réalisèrent une modeste charge de cavalerie avec 13 cavaliers qui se ruèrent sur le Cihuacóatl au cri de « Santiago ! ».
Le chef aztèque fut pris par surprise et tué d'un coup d'épée par le soldat Juan de Salamanca, qui s'empara de son étendard. Ayant observé cette scène, l'armée aztèque, prise de panique, rompit les rangs et s'enfuit, poursuivie par la cavalerie espagnole. Après cette victoire inespérée, les Espagnols se retirèrent dans la ville alliée de Tlaxcala sans être inquiétés. La troupe ne rassemblait plus que 440 fantassins, 20 chevaux, 12 arbalétriers et 7 arquebusiers.

## Suites
Quelques jours plus tard, l'empereur aztèque envoie des émissaires aux Tlaxcaltèques pour leur proposer la paix en échange des Espagnols. Les Tlaxcaltèques refusent et renouvellent leur alliance avec les Espagnols en vue de conquérir Tenochtitlan.